# Andrew Stoddart
Pour les articles homonymes, voir Stoddart.

b Matchs officiels uniquement.
Andrew Ernest Stoddart (dit Drewy Stoddart), né le 11 mars 1863 à South Shields dans le Comté de Durham et mort en se suicidant le 4 avril 1915 à St John's Wood (Londres), est un joueur anglais de rugby à XV et de cricket.

## Biographie
- Cricket

Andrew Stoddart joue seize test-matches de cricket pour l'équipe d'Angleterre de cricket et en est le capitaine à huit reprises pour trois victoires, quatre défaites et un match nul. Il est désigné comme l'un des cinq Wisden Cricketers Of The Year en 1893, en particulier pour ses performances en tant que batteur.
- Rugby à XV

Joueur du XV d'Angleterre entre 1885 et 1893, il est capitaine des Lions, lors de leur première tournée qui a lieu en Australie et en Nouvelle-Zélande en 1888. Il remplace Bob Seddon qui décède tragiquement pendant la tournée en se noyant dans le fleuve Hunter en Nouvelles-Galles du Sud.

## Sélections nationales

### Rugby à XV
- Dix sélections en équipe d'Angleterre dont quatre fois capitaine.
- Huit points (2 essais, 1 transformation, 1 mark).
- Sélections par année : 2 en 1885, 2 en 1886, 1 en 1889, 2 en 1890, 1 en 1893.
- Une tournée avec les Lions en 1888.
- capitanat des Lions en 1988.

### Cricket
- Seize tests en équipe d'Angleterre dont huit fois capitaine.
- 996 runs à la moyenne de 35.57 runs par manche.
- Deux wickets à la moyenne de 47 runs par wicket.